# Hardaway
Hardaway és un cràter sobre la superfície del planeta nan Plutó, situat amb el sistema de coordenades planetocèntriques a 47.11 ° de latitud nord i 141.36 ° de longitud est. Fa un diàmetre de 11.07 km. El nom va ser fet oficial per la UAI el cinc d'agost del 2020 i fa referència a Lisa Hardaway (1966-2017), enginyera nord-americana, responsable del desenvolupament de l'eina RALPH de la New Horizons.